# Boyd Holbrook
Robert Boyd Holbrook (sinh ngày 1 tháng 9 năm 1981) là một diễn viên và người mẫu thời trang người Mỹ. Anh đã xuất hiện trong các bộ phim như Milk, Out of the Furnace, Run All Night, A Walk Trong số các Tombstones, và Gone Girl, và đóng vai chính là DEA Agent Steve Murphy trong series Netflix Narcos. Năm 2012, anh đóng vai chính trong bộ phim Hatfields & McCoys trong vai "Cap" Hatfield, và năm 2017, anh đóng vai nhân vật phản diện Donald Pierce ở Logan.
Năm 2018, anh tham gia diễn xuất trong Quái thú vô hình.

## Hoạt động nghệ thuật

### Điện ảnh
| Năm           | Phim                                 | Vai                  | Chú thích                |
| ------------- | ------------------------------------ | -------------------- | ------------------------ |
| 2008          | Milk                                 | Denton Smith         | Vai Robert Boyd Holbrook |
| 2011          | Higher Ground                        | Teenage Ethan Miller |                          |
| 2011          | The Reunion                          | Douglas Cleary       |                          |
| 2011          | Moving Takahashi                     | Craig                | Short film               |
| 2012          | The Magic of Belle Isle              | Luke Ford            |                          |
| 2013          | Vật chủ                              | Kyle O'Shea          |                          |
| 2013          | Out of the Furnace                   | Tattooed Guy         |                          |
| 2014          | The Skeleton Twins                   | Billy                |                          |
| 2014          | Little Accidents                     | Amos Jenkins         |                          |
| 2014          | Very Good Girls                      | David Avery          |                          |
| 2014          | Lối đi giữa rừng bia mộ              | Peter Kristo         |                          |
| 2014          | Cô gái mất tích                      | Jeff                 |                          |
| 2015          | Tẩu thoát trong đêm                  | Danny Maguire        |                          |
| 2016          | The Free World                       | Mo Lundy             |                          |
| 2016          | Jane Got a Gun                       | Vic Owen             |                          |
| 2016          | Morgan                               | Skip Vronsky         |                          |
| 2016          | Cardboard Boxer                      | Pinky                |                          |
| 2017          | Song to Song                         |                      | Cảnh bị cắt              |
| 2017          | Logan: Người sói                     | Donald Pierce        |                          |
| 2018          | O.G.                                 | Pinkins              |                          |
| 2018          | Quái thú vô hình                     | Quinn McKenna        |                          |
| 2019          | In the Shadow of the Moon            |                      | Hậu kỳ                   |
| 2023          | Indiana Jones và vòng quay định mệnh | Klaber               |                          |
| Được xác nhận | Born to Be Murdered                  |                      | Hậu kỳ                   |